# Nils Grandelius
Nils Grandelius (nascut el 3 de juny de 1993) és un jugador d'escacs suec, que té el títol de Gran Mestre des de 2010.
A la llista d'Elo de la FIDE del febrer de 2021, hi tenia un Elo de 2670 punts, cosa que en feia el jugador número 1 (en actiu) de Suècia, i el 67è millor del rànquing mundial. El seu màxim Elo va ser de 2694 punts, a la llista del març del 2019.

## Resultats destacats en competició
Va esdevenir Mestre de la FIDE el 2007, Mestre Internacional el 2008 i GM el 2010.
El 2011 es va proclamar Campió d'Europa Sub-18, a Albena, Bulgària.
El 2013 empatà al primer lloc amb Nigel Short i Richard Rapport (el campió fou aquest darrer, per desempat) al 21è Torneig Sigeman & Co (torneig de Categoria XV) i fou primer en solitari al segon Obert Grand Europe 2013 celebrat al resort Golden Sands a Bulgària, amb una puntuació de 7.5/9. El juliol de 2013 fou segon al campionat de Suècia, a Orebro, en perdre en el play-off contra el campió, el GM Hans Tikkanen. El juliol de 2015 es proclamà campió de Suècia després de derrotar a Emanuel Berg en un play-off pel desempat.
El setembre de 2015 fou campió del 22è Festival d'Abu Dhabi amb 7 punts de 9, amb els mateixos punts que Martyn Kravtsiv, Baadur Jobava, Oleksandr Aresxenko i Richard Rapport però amb millor desempat, i després d'haver guanyat la darrera partida contra Vladímir Akopian amb la defensa eslava i amb 83 moviments en un maratonià final de peces menors.
El març de 2016 guanyà el torneig classificatori per una plaça al Torneig d'escacs de Noruega de 2016. Grandelius s'enfrontà a Jon Ludvig Hammer, Hou Yifan i Aryan Tari guanyant dues partides clàssiques i fer taules en una altra i dues partides i unes taules pel ritme ràpid, aconseguint finalment un total de 12 punts. Quedà segon al Campionat d'escacs de Suècia el 2016 dos punts per sota d'Erik Blomqvist. El 2017 empatà al segon lloc al campionat de Suècia, a Estocolm, amb Tiger Hillarp Persson (el campió fou Hans Tikkanen). Exactament la mateixa classificació es repetí al campionat següent, el 2018.
El març de 2019 fou segon al Campionat d'Europa individual a Skopje, per sota de Vladislav Artémiev.
El gener de 2021 va participar al magistral del torneig Tata Steel de 2021, on hi acabà novè, dos punts i mig per sota del campió Jorden van Foreest.

### Participació en olimpíades d'escacs
Grandelius ha participat, representant Suècia, en tres Olimpíades d'escacs entre els anys 2010 i 2014 (dos cops com a 1r tauler), amb un resultat de (+17 =9 –6), per un 67,2% de la puntuació. El seu millor resultat el va fer a l'Olimpíada del 2010 en puntuar 7½ de 10 (+7 =1 -2), amb el 75,0% de la puntuació, amb una performance de 2628.